# Rufino Luis Garcia-Valdajos
Rufino Luis Garcia-Valdajos (ur. 4 maja 1918 w Tordesillas, zm. 27 października 1988 w Madrycie) – hiszpański wojskowy, podoficer Błękitnej Dywizji, a następnie Błękitnego Legionu, funkcjonariusz SD, dowódca kompanii 28 Ochotniczej Dywizji Grenadierów Pancernych SS „Wallonien”, a następnie Batalionu „Ezquerra” podczas II wojny światowej.

## Życiorys
W 1936 r. rozpoczął studia na uniwersytecie w Valladolid, ale wkrótce przerwał je z powodu wybuchu wojny domowej. Wstąpił do Guardia Civil, ale pod koniec sierpnia przeszedł do Milicji Falangistowskiej. Służył w Bandera de Castilla. Na pocz. 1937 r. ukończył kurs oficerski w Grenadzie, po czym w stopniu porucznika walczył w szeregach 11 Dywizji Piechoty. Pod koniec 1942 r. wstąpił do Błękitnej Dywizji. Uzyskał stopień szeregowca. Wkrótce awansował na kaprala. Po jej wycofaniu z frontu wschodniego pod koniec 1943 r., wstąpił do Błękitnego Legionu, dopóki nie został rozwiązany w marcu 1944 r. Pozostał w Niemczech, w wyniku czego władze hiszpańskie uznały go za dezertera. Od wiosny 1944 r. służył w SD w Paryżu, zwalczając francuski ruch oporu. W czerwcu awansował do stopnia Waffen-Obersturmführera des SS. Od końca czerwca wziął udział w składzie SD Frontaufklarungstruppe (Frontowego Oddziału Rozpoznawczego SD) w walkach z wojskami alianckimi w Normandii. Od pocz. września zwalczał krótko partyzantkę w centralnej Francji, po czym na pocz. października rozpoczął pracę w Instytucie Ibero-Amerykańskim w Berlinie. Pod koniec października wstąpił do 28 Ochotniczej Dywizji Grenadierów Pancernych SS „Wallonien”. Objął dowództwo kompanii, składającej się z Hiszpanów. W grudniu uczestniczył w walkach z wojskami alianckimi w ramach kontrofensywy w Ardenach, zaś od końca stycznia do poł. marca 1945 r. z Armią Czerwoną na Pomorzu. Powrócił do Niemiec, gdzie pod koniec kwietnia dołączył do Batalionu „Ezquerra”, broniącego Berlina. Po rozbiciu oddziału ukrywał się w ruinach miasta do 9 maja, po czym w cywilnym ubraniu udało mu się przedostać na prowincję. Pracował jako pracownik fizyczny aż do listopada (w poł. czerwca próbował bezskutecznie przejść do alianckiej strefy okupacyjnej Berlina), a następnie dzięki pomocy Brytyjczyków poprzez Holandię i Belgię przejechał do Francji. 13 grudnia przekroczył granicę z Hiszpanią i natychmiast został aresztowany.  Po procesie trwającym 2 lata wyszedł na wolność 1 marca 1947 r.